# Blasheimer Berg
Der Blasheimer Berg ist ein 288,4 m ü. NHN hoher Berg im Wiehengebirge südlich von Lübbecke-Obermehnen in Nordrhein-Westfalen.

## Lage
Der Blasheimer Berg liegt im nordrhein-westfälischen Kreis Minden-Lübbecke. Der Gipfel liegt auf dem Gebiet der Stadt Lübbecke. Teile der Südabdachung liegen auf dem Gebiet der Gemeinde Hüllhorst. Das namensgebende Lübbecke-Blasheim liegt nördlich.
Der Blasheimer Berg ist Teil des langgestreckten, eggenartigen und fast durchgängig bewaldeten Hauptkamms des Wiehengebirges. Dominanz und Schartenhöhe des Blasheimer Berges sind gering; der Gipfel ist unauffällig und ist nur durch wenig markante Dören von seinen Nachbarn getrennt. Westlich setzt sich der Hauptkamm des Wiehengebirges mit dem Glösinghauser Berg fort; östlich schließt sich ein namenloser Nebengipfel (271,8 m ü. NHN) an. Östlich, jenseits der Passstraße Kahle Wart, liegt der Kahlenwart. Nördlich des Blasheimer Berges ist dem Hauptkamm ein Kamm vorgelagert, der hier aus Altes Verbrenn und Babilonie gebildet wird. Jenseits des nördlich vorgelagerten Seitenkamms fällt das Gebirge in die Norddeutsche Tiefebene ab; im Süden fällt der Blasheimer Berg in das Ravensberger Hügelland ab. Die steile Südabdachung des Blasheimer Berges wird auch „Schierecks Tempel“ genannt.
Zwischen Kahlenwart und Blasheimer Berg entspringt der Obermehner Mühlenbach. Über ihn und andere kleine Gewässer wird der Nordteil des Blasheimer Berges über die Große Aue zur Weser entwässert. Südlich davon entspringt am Südhang der Teudenbach. Über ihn und andere kleine Gewässer wird die Südabdachung des Blasheimer Berges via Werre zur Weser hin entwässert.

## Tourismus
Über den Blasheimer Berg verlaufen der Wittekindsweg, der E11 und der Herzogweg. Südlich des Gipfels verläuft der Mühlensteig. Am Parkplatz der Freilichtbühne Kahle Wart befindet sich eine Schutzhütte.